# Chorthippus indus
Chorthippus indus är en insektsart som beskrevs av Boris Petrovich Uvarov 1942. Chorthippus indus ingår i släktet Chorthippus och familjen gräshoppor. Inga underarter finns listade i Catalogue of Life.